# Vestre
Vestre (in croato Veštar), detto anche Muresera o scoglio Muresera, è un isolotto disabitato della Croazia, situato lungo la costa occidentale dell'Istria, a sud del canale di Leme e a sudest di punta Corrente (rt Kurent).
Amministrativamente appartiene alla città di Rovigno, nella regione istriana.

## Geografia
Vestre si trova all'ingresso dell'insenatura di porto Vestre (luka Veštar), nei pressi di punta del Babo (rt Babo). Nel punto più ravvicinato dista 215 m dalla terraferma.
Vestre è un isolotto dalla forma rotonda che misura 165 m di diametro. Ha una superficie di 0,020 km² e uno sviluppo costiero di 0,523 km. Al centro, raggiunge un'elevazione massima di 8,7 m s.l.m.

### Isole adiacenti
- Scoglio Polari (Pulari), isolotto situato a circa 1,4 km a nordovest di Vestre.
- Scoglio Revera (Revera), scoglio situato 1,35 km a nordovest di Vestre.
- Due Sorelle (Mala Sestrica e Vela Sestrica), coppia di isolotti situati 1,35 km a sudovest di Vestre.

### Cartografia
- (HR) Mappa topografica della Croazia 1:25000, su preglednik.arkod.hr.